# Eiko Miyoshi
Eiko Miyoshi (三好栄子, Miyoshi Eiko) est une actrice japonaise née le 8 avril 1894 à Tokyo (quartier de Jinbōchō) et morte le 28 juillet 1963. Son vrai nom est Haru Miyata (宮田 ハル, Miyata Haru), elle prend le nom de Haru Morata (宮田 ハル, Morata Haru) après son mariage. 

## Biographie
Eiko Miyoshi a tourné dans 80 films entre 1941 et 1959.

## Filmographie partielle
- 1941 : Memorandum des chansons de femmes (歌女おぼえ書, Utajo oboegaki?) de Hiroshi Shimizu
- 1946 : Je ne regrette rien de ma jeunesse (わが青春に悔なし, Waga seishun ni kui nashi?) d'Akira Kurosawa
- 1949 : Chien enragé (野良犬, Nora-inu?) d'Akira Kurosawa
- 1951 : Les Habits de la vanité (偽れる盛装, Itsuwareru seiso?) de Kōzaburō Yoshimura : la mère de Hideo
- 1951 : Élégie (悲歌, Aika?) de Kajirō Yamamoto
- 1951 : Enfance (少年期, Shōnenki?) de Keisuke Kinoshita
- 1951 : L'Idiot (白痴, Hakuchi?) d'Akira Kurosawa
- 1951 : M. Hope (ホープさん サラリーマン虎の巻, Hopu-san: sarariman no maki?) de Kajirō Yamamoto
- 1952 : Okuni et Gohei (お国と五平, Okuni to Gohei?) de Mikio Naruse
- 1952 : Sengoku burai (戦国無頼?) de Hiroshi Inagaki
- 1952 : La Mère (おかあさん, Okaasan?) de Mikio Naruse
- 1952 : Les Jeunes gens (若い人, Wakai hito?) de Kon Ichikawa
- 1952 : La Femme qui a touché les jambes (足にさわった女, Ashi ni sawatta onna?) de Kon Ichikawa
- 1952 : Un amour pur de Carmen (カルメン純情す, Karumen junjō su?) de Keisuke Kinoshita
- 1953 : Jirocho et l'histoire des trois royaumes - Premier voyage de Jirocho (次郎長三国志 第二部 次郎長初旅, Jirochō sangokushi: Jirochō hatsutabi?) de Masahiro Makino
- 1953 : Là d'où l'on voit les cheminées (煙突の見える場所, Entotsu no mieru basho?) de Heinosuke Gosho : Ranko
- 1953 : Un couple (夫婦, Fūfu?) de Mikio Naruse : la propriétaire de la résidence
- 1953 : Monsieur Pū (プーサン, Pū-san?) de Kon Ichikawa
- 1953 : La Jeunesse de Heiji Zenigata (天晴れ一番手柄 青春銭形平次, Seishun Zenigata Heiji?) de Kon Ichikawa : Tome
- 1953 : Hanjiro Omatsuri (お祭半次郎, Omatsuri Hanjirō?) de Hiroshi Inagaki : Otaki
- 1954 : Une auberge à Osaka (大阪の宿, Osaka no yado?) de Heinosuke Gosho : la patronne de l'auberge
- 1954 : Calendrier de femmes (女の暦, Onna no koyomi?) de Seiji Hisamatsu : Ofuku
- 1954 : La Légende de Musashi (武蔵 宮本, Miyamoto Musashi?) de Hiroshi Inagaki : Osugi, la mère de Matahachi
- 1954 : Quelque part sous le ciel immense (この広い空のどこかに, Kono hiroi sora no dokoka ni?) de Masaki Kobayashi
- 1954 : Douze chapitres sur les femmes (女性に関する十二章, Josei ni kansuru jūni shō?) de Kon Ichikawa : Hamako Kure
- 1955 : Le Blé vert (麦笛, Mugibue?) de Shirō Toyoda
- 1955 : Duel à Ichijoji (続宮本武蔵 一乗寺の決闘, Zoku Miyamoto Musashi: Ichijōji no kettō?) de Hiroshi Inagaki : Osugi
- 1955 : Vivre dans la peur (生きものの記録, Ikimono no kiroku?) d'Akira Kurosawa : Toyo Nakajima
- 1955 : La Relation matrimoniale (夫婦善哉, Meoto zenzai?) de Shirō Toyoda
- 1955 : Asunaro monogatari (あすなろ物語?) de Hiromichi Horikawa
- 1956 : La Rue de la honte (赤線 地帯, Akasen chitai?) de Kenji Mizoguchi : Kadowaki Saku
- 1956 : Le Cœur d'une épouse (妻の心, Tsuma no kokoro?) de Mikio Naruse
- 1956 : Le Chat, Shozo et ses deux maitresses (猫と庄造と二人のをんな, Neko to Shozo to futari no onna?) de Shirō Toyoda
- 1957 : Le Château de l'araignée (蜘蛛巣城, Kumonosu jo?) d'Akira Kurosawa : une vieille femme dans le château
- 1957 : Les Justiciers (正義派, Seigiha?) de Minoru Shibuya
- 1957 : Pays de neige (雪国, Yukiguni?) de Shirō Toyoda
- 1957 : Crépuscule à Tokyo (東京暮色, Tokyo boshoku?) de Yasujirō Ozu : sage femme
- 1957 : Hikage no musume (ひかげの娘?) de Shūe Matsubayashi
- 1957 : Fleurs infernales (地獄花, Jigoku bana?) de Daisuke Itō
- 1957 : Bōkyaku no hanabira: Kanketsuhen (忘却の花びら 完結篇?) de Toshio Sugie
- 1957 : Les Hommes de Tohoku (東北の神武たち, Tōhoku no zunmu-tachi?) de Kon Ichikawa
- 1957 : Les Bas-Fonds (どん底, Donzoko?) d'Akira Kurosawa : Asa, la femme de Tomekichi
- 1957 : La Rivière noire (黒い河, Kuroi Kawa?) de Masaki Kobayashi
- 1957 : Onna goroshi abura jigoku (女殺し油地獄?) de Hiromichi Horikawa : la mère
- 1958 : Shachō sandaiki (社長三代記?) de Shūe Matsubayashi
- 1958 : Haha sannin (母三人?) de Seiji Hisamatsu : Kayo Nakahara, la mère de Seiji
- 1958 : Zoku shachō sandaiki (続・社長三代記?) de Shūe Matsubayashi
- 1958 : La Lumière des lucioles (螢火, Hotarubi?) de Heinosuke Gosho
- 1958 : Hadaka no taishō (裸の大将?) de Hiromichi Horikawa
- 1958 : La Saison des mauvaises femmes (悪女の季節, Akujo no kisetsu?) de Minoru Shibuya : Kin
- 1958 : La Forteresse cachée (隠し砦の三悪人, Kakushi toride no san-akunin?) d'Akira Kurosawa
- 1959 : Shachō taiheiki (社長太平記?) de Shūe Matsubayashi : Iwako
- 1959 : Zoku shachō taiheiki (続・社長太平記?) de Shūe Matsubayashi
- 1959 : Le Sifflement de Kotan (コタンの口笛, Kotan no kuchibue?) de Mikio Naruse
- 1959 : La Vie d'un maître d'armes (或る剣豪の生涯, Aru kengo no shogai?) de Hiroshi Inagaki : Okuni
- 1959 : Bonjour (お早う, Ohayo?) de Yasujirō Ozu : Mitsue Haraguchi
- 1959 : Yajū shisubeshi (野獣死すべし?) de Eizō Sugawa